# Биатлонное стрельбище

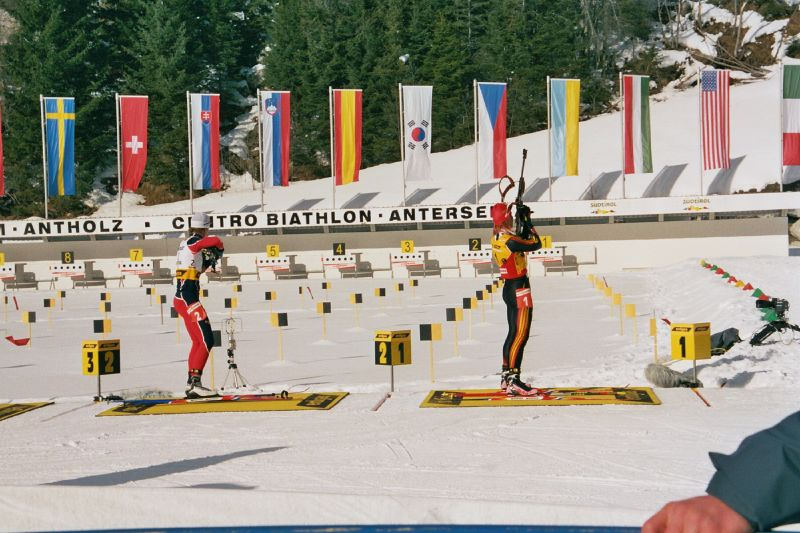
Сандрин Байи и Кати Вильхельм на биатлонном стрельбище

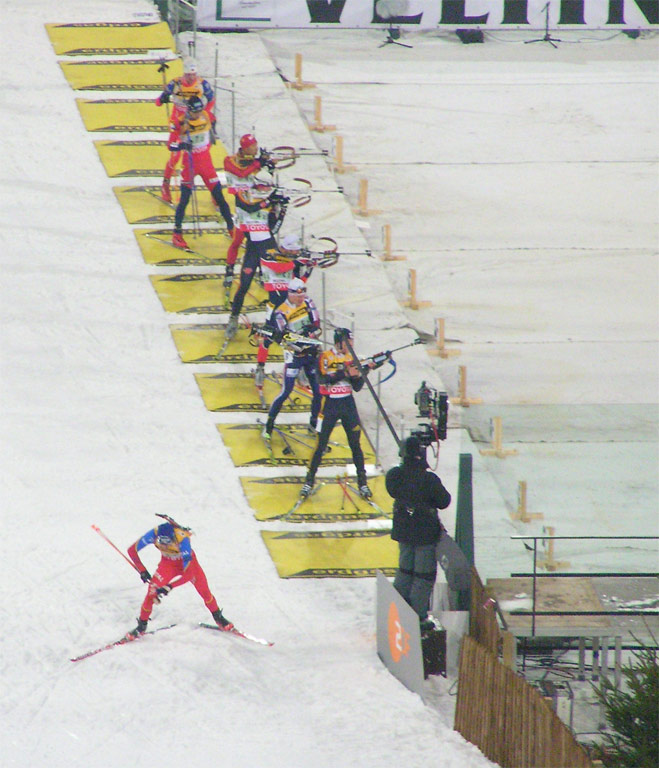
Спортсмены на огневом рубеже биатлонного стрельбища «Фелтинс-Арены»

Биатло́нное стре́льбище разделено на стрелковые коридоры, шириной 2,5-3  м каждый. В 50 м от линии огня установлены мишенные установки. Стрелковые коридоры и мишенные установки нумеруются справа налево, начиная с 1. На линии огня уложены стрелковые маты, с которых ведётся стрельба.

## Стрелковое оружие
Для стрельбы применяются винтовки с минимальным весом 3,5 кг, которые во время гонки находятся на спине биатлониста. Запрещено использовать автоматическое и самозарядное оружие. Натяжение спускового крючка должно составлять минимум 500 г. Прицел винтовки не должен иметь эффекта увеличения цели. Калибр патронов составляет 5,6 мм (до 1977 года  — 7,62 мм; использовались также винтовки калибра 6,5 мм). Скорость пули при выстреле на расстоянии 1 м от среза ствола не должна превышать 380 м/с.

## Характеристики
На стрельбище расстояние до мишеней составляет 50 метров (до 1977 года — 100 метров). Мишени, используемые на соревнованиях, традиционно чёрного цвета, в количестве пяти штук. По мере попадания мишени закрываются белым клапаном, что позволяет биатлонисту сразу видеть результат своей стрельбы. Пристрелка перед соревнованиями проводится по бумажным мишеням, аналогичным используемым в пулевой стрельбе. Диаметр мишеней (точнее, зоны, в которой засчитывается попадание) при стрельбе из положения лёжа равен 45 мм, а из положения стоя — 115 мм. Во всех видах гонок, за исключением эстафеты, на каждом огневом рубеже у биатлониста в распоряжении пять выстрелов. В эстафете можно использовать дополнительные патроны, заряжающиеся вручную, в количестве 3 штук на каждый огневой рубеж. При попадании в мишень электронная система закрывает её белым диском. Промахи наказываются добавлением штрафных минут к общему времени спортсмена (индивидуальная гонка) или 150-метровыми штрафными кругами (во всех остальных).